# 藤崎直
藤崎 直（ふじさき なお、2000年3月2日 - ）は、日本の元子役である。
千葉県出身。かつてはムーン・ザ・チャイルドに所属していた。兄は藤崎剛。

## 出演

### テレビドラマ
- Ns'あおい スペシャル 桜川病院最悪の日（2006年9月26日、フジテレビ）
- PS -羅生門-（2006年、テレビ朝日）
- 獣拳戦隊ゲキレンジャー（2007年、テレビ朝日）深見レツ（幼少） 役
- 名探偵コナンドラマスペシャル第2弾「工藤新一の復活! 黒の組織との対決」（2007年12月17日、日本テレビ）江戸川コナン 役 ※吹き替えはアニメ版の高山みなみ
- エジソンの母（2008年、TBS）桑田浩平 役

### CM
- ベネッセ ボンメルシィ!（2004年7月、2006年6月、8月）
- 三井不動産（2004年12月）
- ロッテ クーリッシュ（2005年）
- サンスター Doクリア（2005年）
- イオン 24時間テレビ 募金篇（2006年8月）
- 小学館 小学1年生（2007年2月 - 3月）
- サントリー ボス（2007年）兄・剛と共演
- 大正製薬 ヴィックス ヴェポラッブ（2007年）
- J:COM HDR（2007年）
- セントラル警備保障（2007年4月 - 2008年3月）

### スチル
- トイザらス（2004年8月）